# Wilhelm Löffler
Wilhelm Löffler (7 de fevereiro de 1886 – data da morte desconhecida) foi um esgrimista alemão que participou dos Jogos Olímpicos de Verão de 1912 e de 1928, sob a bandeira da Alemanha.